# Lu Su

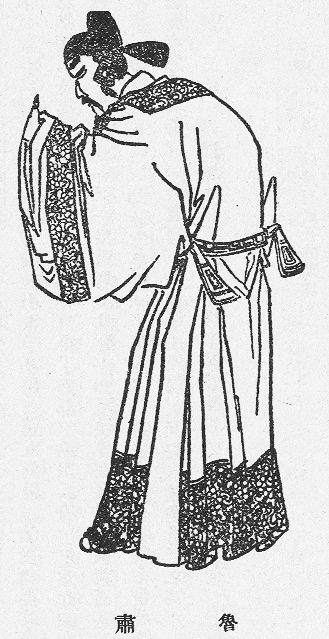
Illustration einer Qing-Ausgabe der Geschichte der Drei Reiche.

Lu Su (* 172; † 217) war ein Berater des Wu-Königreiches zur Zeit der Drei Reiche im alten China.
Er hatte diese Position von Zhou Yu übernommen. Während der Schlacht von Chibi diente er als dessen engster Berater und verband die Armeen von Shu und Wu.
Im Jahre 210 wurde Lu Su wegen Zhou Yus Tod Kommandant von Sun Quans Armeen und war bis zu seinem Tod dessen oberster Berater. Sein Nachfolger wurde Lu Meng. Lu Su ahnte, dass diplomatische Beziehungen zwischen Shu und Wu vorteilhaft sein würden. Er respektierte Zhuge Liang sehr, auch wenn sein Vorgänger Zhou Yu ihn als große Bedrohung angesehen hatte.